# 麥考斯蘭 (愛荷華州)
麥考斯蘭（英語：McCausland）是一個位於美國愛荷華州斯科特縣的城市。

## 地理
麥考斯蘭的座標為41°44′41″N 90°26′33″W / 41.74472°N 90.44250°W，而該地的平均海拔高度為186米（即610英尺）。

## 人口
根據2010年美國人口普查的數據，麥考斯蘭的面積為1.45平方千米，當中陸地面積為1.40平方千米，而水域面積為0.05平方千米。當地共有人口291人，而人口密度為每平方千米200人。